# Owśnice
Owśnice (dodatkowa nazwa w j. kaszub. Ówsnice; niem. Owsnitz) – wieś kaszubska na Pojezierzu Kaszubskim w Polsce położona w województwie pomorskim, w powiecie kościerskim, w gminie Kościerzyna nad rzeczką Kanią. Wieś wchodzi w skład sołectwa Wieprznica.
W latach 1975–1998 miejscowość administracyjnie należała do województwa gdańskiego.
Znajduje się tu otoczone lasami jezioro Wielkie Długie (na zachodzie) i jeden z licznie występujących na Kaszubach głazów narzutowych tzw. Diabelskich Kamieni. Owśnicki Diabelski kamień należy do największych (wysokość: 2,2 m, obwód: ponad 13,2 m).